# Julius Hundeiker
Elias Gerhard Julius Hundeiker (* 17. September 1784 in Groß Lafferde; † 24. Februar 1854 in Hötensleben) war ein deutscher Romanschriftsteller.

## Leben
Der Sohn des Pädagogen Johann Peter Hundeiker studierte 1802–1805 Theologie in Helmstedt, war dann Lehrer für neuere Sprachen, Geschichte und Ästhetik an der Erziehungsanstalt seines Vaters, dem Philanthropin im Schloss Vechelde. Ab 1809 war Julius Hundeiker Pastor im Raum Helmstedt, zunächst in Schöningen, 1814 in Scheppau und Rotenkamp, 1820 in Apelnstedt und Volzum und 1831 in Hötensleben, wo er bis zu seinem Tod 1854 lebte.

## Werke

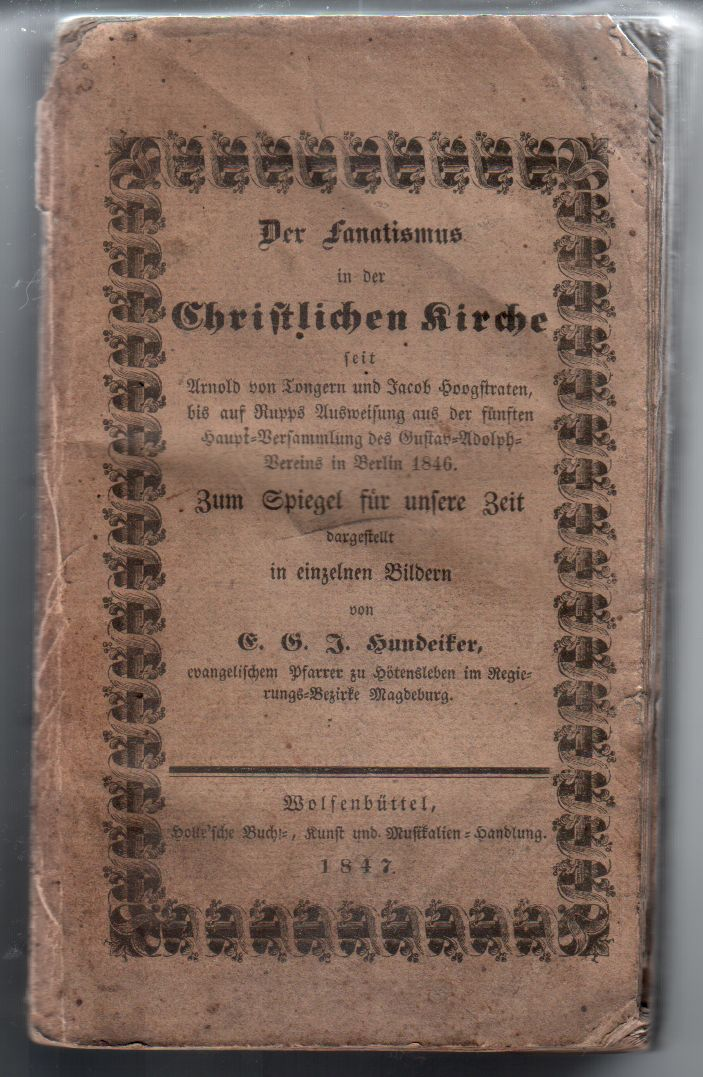
Julius Hundeiker: Der Fanatismus in der christlichen Kirche, Wolfenbüttel 1847

Hundeiker verfasste mehrere zu ihrer Zeit gern gelesene Romane, darunter:
- Henning Braband oder die Schrecken der Bürgermeisterherrschaft in Braunschweig. 1824.
- Alexander von Oberg. 2 Teile, 1825.
- Friedrich Ulrich von Braunschweig. 1825.
- Die Guelphenbraut. 1827.
- Erich Stenbock und seine Freunde. 1828.

Daneben war er Mitarbeiter am Jahrbuch Theodulia, veröffentlichte Gedichte in Vater’s Jahrbuch der häuslichen Andacht und
- Der Fanatismus in der christlichen Kirche. seit Arnold von Tongern und Jacob Hoogstraaten, bis auf Rupp’s Ausweisung aus der fünften Hauptversammlung des Gustav-Adolph-Vereins in Berlin, 1846. Zum Spiegel für unsere Zeit dargestellt in einzelnen Bildern. Holle: Wolfenbüttel, 1847.[1]